# 张敬安 (政治人物)
张敬安（1965年6月—），男，江苏泰州人，中华人民共和国政治人物，中国共产党党员。

## 生平
张敬安毕业于复旦大学，获法学博士学位，是中国共产党党员。历任中共中央对外宣传办公室（国务院新闻办公室）副调研员，全国政协办公厅研究室副处长、处长，全国政协办公厅新闻办公室副主任、主任，全国政协办公厅新闻局局长。
2016年6月，任中共长春市委常委、长春市人民政府副市长。2021年3月，增补为全国政协提案委员会驻会副主任、第十三届全国政协委员。
2023年1月17日，不再担任全国政协提案委员会驻会副主任职务。